# Elefantinské papyry

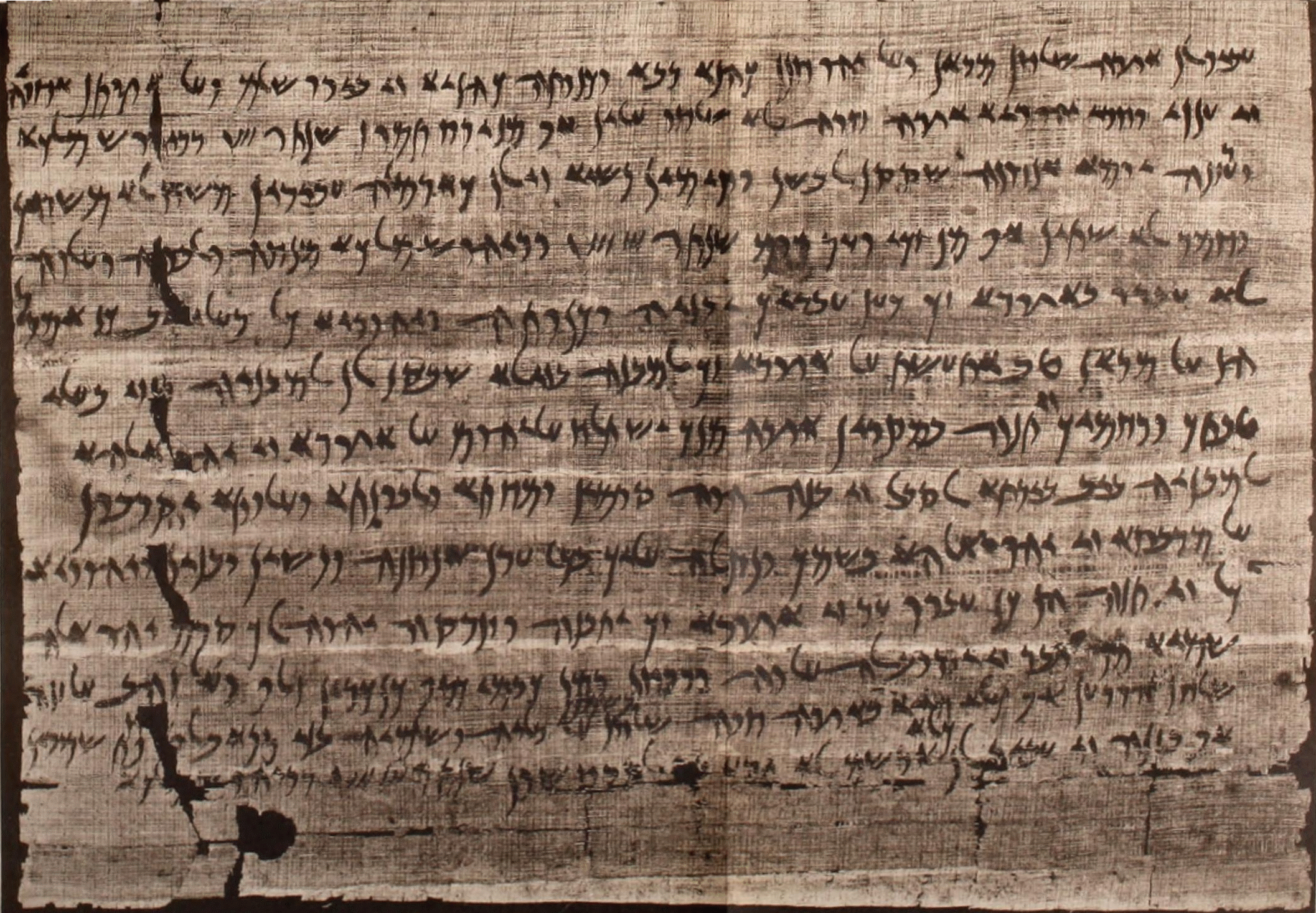
Dopis judskému guvernérovi žádající o přestavbu chrámu.

Elefantinské papyry zahrnují 175 aramejsky, egyptsky, řecky, latinsky a koptsky psaných papyrů nalezených na ostrově Elefantina, doslova Sloní ostrov (egyptsky a hebrejsky Jéb) začátkem 20. století. Je v nich doložen chrám židovské komunity na ostrově. Chrám zasvěcený Hospodinu měl mramorové sloupy, cedrový strop, pět bran, oltáře a další vybavení. K jeho zničení mělo dojít v 5. století př. n. l. Papyry svědčí o tom, že existovala důležitá židovská egyptská diaspora.